# 卡申巴赫
卡申巴赫是德国莱茵兰-普法尔茨州的一个市镇。总面积4.45平方公里，总人口56人，其中男性31人，女性25人（2011年12月31日），人口密度13人/平方公里。